# HD 204428
HD 204428，又名BD+52 2939，SAO 33434、HR 8218，是一颗恒星，视星等为6.03，位于銀經94.89，銀緯1.55，其B1900.0坐标为赤經21h 23m 27s，赤緯+52° 1.55′ 51″。